# Municipio de Delavan (Illinois)
El municipio de Delavan (en inglés: Delavan Township) es un municipio ubicado en el condado de Tazewell en el estado estadounidense de Illinois. En el año 2010 tenía una población de 2061 habitantes y una densidad poblacional de 26,36 personas por km².

## Geografía
El municipio de Delavan se encuentra ubicado en las coordenadas 40°21′38″N 89°32′41″O / 40.36056, -89.54472. Según la Oficina del Censo de los Estados Unidos, el municipio tiene una superficie total de 78.18 km², de la cual 78,13 km² corresponden a tierra firme y (0,07 %) 0,05 km² es agua.

## Demografía
Según el censo de 2010, había 2061 personas residiendo en el municipio de Delavan. La densidad de población era de 26,36 hab./km². De los 2061 habitantes, el municipio de Delavan estaba compuesto por el 98,59 % blancos, el 0,24 % eran afroamericanos, el 0,19 % eran amerindios, el 0,15 % eran asiáticos, el 0,1 % eran de otras razas y el 0,73 % eran de una mezcla de razas. Del total de la población el 0,97 % eran hispanos o latinos de cualquier raza.